# 1094. grenadirski polk (Wehrmacht)
1094. grenadirski polk (izvirno nemško 1094. Grenadier-Regiment; kratica 1094. GR) je bil pehotni polk Heera v času druge svetovne vojne.

## Zgodovina
Polk je bil ustanovljen 11. julija 1944 kot sestavni del 548. grenadirske divizije.